# Elvasia essequibensis
Elvasia essequibensis är en tvåhjärtbladig växtart som beskrevs av Adolf Engler. Elvasia essequibensis ingår i släktet Elvasia och familjen Ochnaceae. Inga underarter finns listade i Catalogue of Life.